# Инок (Јута)
Инок (енгл. Enoch) град је у америчкој савезној држави Јута.

## Демографија
По попису из 2010. године број становника је 5.803, што је 2.336 (67,4%) становника више него 2000. године.
| Група             | 2000.         | 2010.         |
| Белци             | 3.247 (93,7%) | 5.194 (89,5%) |
| Афроамериканци    | 6 (0,2%)      | 6 (0,1%)      |
| Азијати           | 9 (0,3%)      | 28 (0,5%)     |
| Хиспаноамериканци | 88 (2,5%)     | 388 (6,7%)    |
| Укупно            | 3.467         | 5.803         |